# Езерен нощник
Езерните нощници (Myotis dasycneme) са вид дребни бозайници от семейство Гладконоси прилепи (Vespertilionidae). Разпространени са в Западна, Централна и Източна Европа до Северозападен Казахстан и Западен Сибир. В България има един случай, в който този вид е регистриран с ултразвуков детектор край река Дунав.

## Обща информация
Видът е сравнително едър за род Нощници (Myotis) с маса 11-20 g и дължина на тялото с главата 57-68 mm. Цветът на езерния нощник по гърба е жълтеникав до кафяв, коремът е сиво-бял, а ушите и летателната мембрана - тъмнокафяви. Черепът е сравнително голям, а таргусът е по-къс от половината дължина на ухото.
През лятото езерният нощник живее в равнинни райони с достъп до водоеми, а през зимата – в хълмисти и нископланински местности. Женските достигат полова зрялост на втората година. Копулацията протича в края на август. През май женските образуват размножителни колонии, наброяващи от 40 до 400 екземпляра. Продължителността на живота достига 19 години. Езерният нощник прави къси миграции между летните и зимните убежища – около 100 km (максимално 300 km). 
Езерният нощник ловува по здрач, вечер, а понякога и сутрин. Храни се с насекоми, които улавя по повърхността на водата в различни водоеми или във въздуха над водата. В полет се ориентира чрез ехолокация, като използва честотномодулирани сигнали с честота между 60 и 24 kHz.